# Károly Huszár
Károly Huszár ou Károly Huszár de Sárvár (nascido como Károly Schorn, 1882 — 1941) foi um político húngaro que serviu como primeiro-ministro e chefe de Estado interino da Hungria de novembro de 1919 a março de 1920. Seu mandato coincidiu com um período de instabilidade política na Hungria imediatamente após Primeira Guerra Mundial, durante a qual vários governos sucessivos governaram o país.

## Biografia
Huszár nasceu em 10 de setembro de 1882 em Nussdorf, nos arredores de Viena, a então capital do Império Austro-Húngaro. Ele se formou como professor e, a partir de 1903, participou das atividades dos movimentos camponeses socialistas cristãos.
Entre 1910 e 1918, foi deputado do Partido Nacional Cristão no Parlamento Húngaro e editor-chefe de sua publicação, Néppart. Ele lutou como voluntário em várias frentes durante a Primeira Guerra Mundial. No gabinete de János Hadik, o último do Reino da Hungria, assumiu de forma efêmera o Ministério da Educação e Religiões.
Após o estabelecimento da República Soviética Húngara em março de 1919, ele foi preso; ele foi libertado mais tarde e foi para o exílio em Viena. Após o fim da República Soviética Húngara, ele assumiu novamente o Ministério da Educação e Religiões no governo de István Friedrich, entre agosto e novembro de 1919. Ele era então um dos líderes do Partido da União Nacional Cristã (KNEP), o partido no poder durante a maior parte da década de 1920.

## Governo

### Formação do gabinete

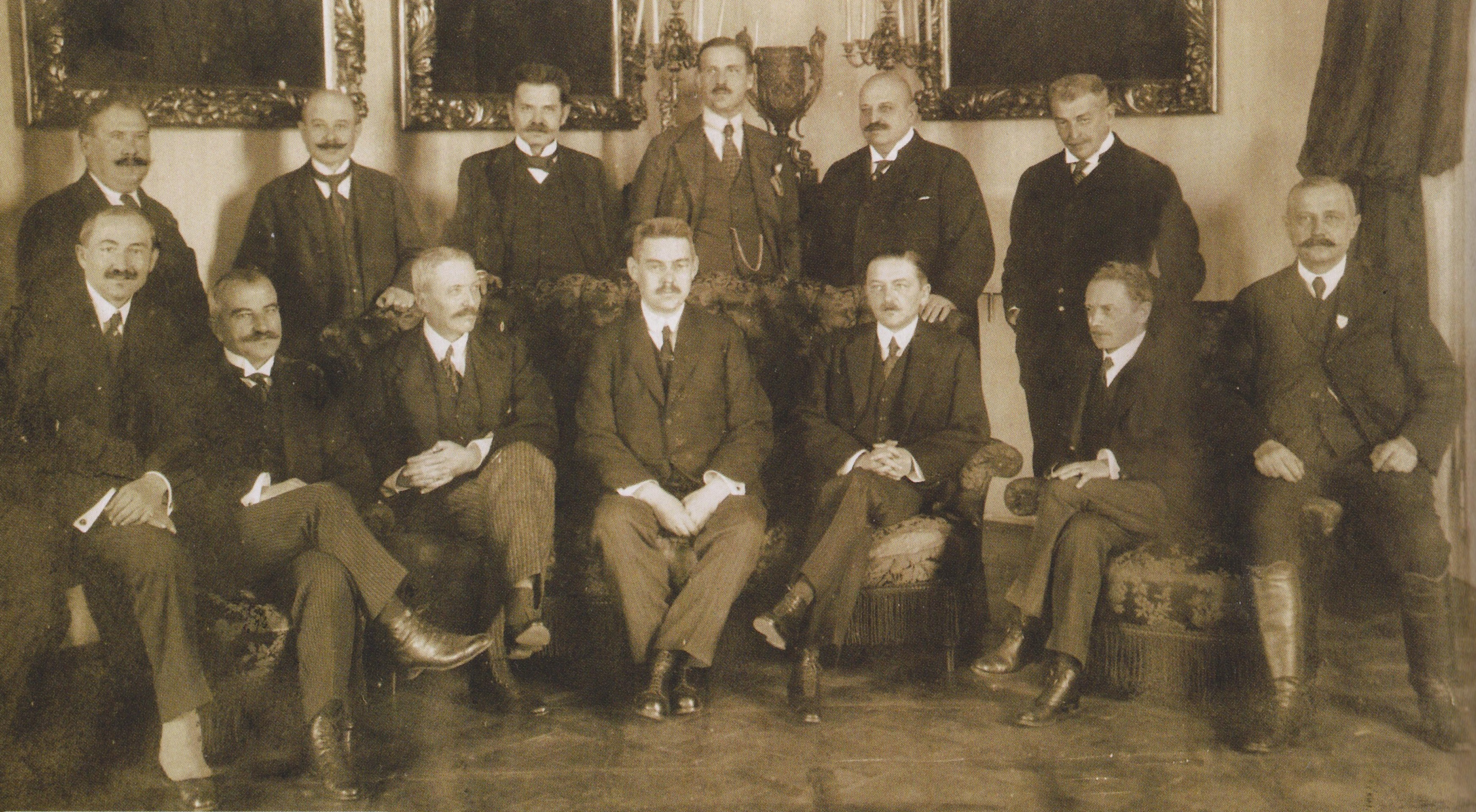
The cabinet of Huszár

O pequeno Exército Nacional contra-revolucionário comandado por Miklós Horthy entrou em Budapeste dois dias após a retirada do Exército Romeno em 14 de novembro de 1919, que evacuou a cidade após saques. Graças à mediação do enviado da Entente, um governo de coalizão foi formado em 23 de novembro com Huszár como seu chefe, apesar de não ter experiência política nesta área, embora ele já tivesse sido um professor. O anterior presidente do governo, István Friedrich, foi aliviado por sua ambição, que colidiu com a de Horthy, e ele inspirou pouca confiança em Horthy por causa de sua proximidade anterior com Mihály Károlyi. O novo governo incluía o Partido dos Pequenos Proprietários, Nacional-Democratas (Liberais) e Social-Democratas, entre outros, e pretendia ser um gabinete de transição até as futuras eleições a serem realizadas por sufrágio estendido (39,2% da população, incluindo, pela primeira vez, mulheres) e voto secreto. Friedrich permaneceu no Conselho de Ministros e era responsável pela defesa, uma posição sem importância já que o exército obedecia a Horthy. Seu partido, o KNEP, porém, foi o que manteve o maior número de carteiras e as mais importantes. Friedrich e os outros apoiadores do KNEP (incluindo a alta nobreza do Norte e do Oeste e a Igreja Católica) deveriam dominar o poder controlando o gabinete, como teria acontecido se Horthy tivesse cumprido sua promessa de entregar o controle das forças armadas para o governo.
O executivo tinha pouco controle sobre as bandas que viajavam pelo país espalhando o Terror Branco, cujas vítimas incluíam judeus. Em dezembro, Huszár promulgou um decreto permitindo a prisão de qualquer pessoa que represente um "perigo para a ordem pública" que levou à prisão sem acusação de milhares de pessoas, incluindo os mais proeminentes social-democratas ainda no país.

### Eleições parlamentares e estabelecimento de Horthy
Diante da perseguição e da falta de apoio no campo, os sociais-democratas decidiram não se candidatar, que os partidos progressistas ainda venceram. Os sociais-democratas permaneceram no governo apenas por causa da grave situação do país e com o objetivo de moderar as tendências contra-revolucionárias, mas em 18 de dezembro de 1919, eles estavam prestes a retirar seus ministros do gabinete, o que acabaram fazendo o seguinte mês, a 15 de janeiro, antes dos julgamentos políticos, das irregularidades eleitorais e do atentado à tipografia do partido.
As eleições de janeiro deram uma pequena maioria ao Partido dos Pequenos Proprietários, ao contrário dos Habsburgos e contra o Partido da União Nacional Cristã, monárquico e favorável à dinastia. O resultado pressagiava uma crise futura entre as duas tendências, apesar do desinteresse da maioria da população empobrecida pela condição do Estado. Em 1 de março de 1920 e após uma campanha de lobby em favor de Horthy e a intimidação do parlamento, eles votaram esmagadoramente em Miklós Horthy para o novo posto de regente do reino (131 votos de 141). Tropas leais a Horthy cercaram a Câmara durante a votação. Huszár ficou do lado de Horthy contra aqueles que preferiam o retorno do rei-imperador.

### O tratado de paz
O governo foi convidado a participar na Conferência de Paz de Paris em 2 de dezembro. Tanto Horthy quanto Huszár estavam convencidos da necessidade de assinar o tratado de paz, cujas condições foram apresentadas à delegação húngara em 16 de janeiro. A conferência aprovou as cláusulas quase um ano antes de 26 de fevereiro de 1919, e estas se baseavam na premissa da autodeterminação das minorias, independentemente de outros critérios como geográficos ou econômicos. O governo de Huszár negou que as minorias desejassem ingressar nos países vizinhos e que constituíssem maiorias em algumas das áreas a serem transferidas para elas e solicitou a realização de plebiscitos (outubro a fevereiro de 1920). A conferência de paz rejeitou suas alegações um mês depois e, em 6 de março, confirmou a redação do tratado. Em 14 de março de 1920, um novo governo de coalizão com forças de esquerda e direita assumiu, com Sándor Simonyi-Semadam na frente do novo ministério. Huszár havia renunciado naquele dia para não ter que assinar o tratado de paz.
Durante o governo de Simonyi-Semadam (Ato I de 1920), a dinastia dos Habsburgos na Hungria permaneceu abolida, a Hungria foi oficialmente separada da Áustria e o chefe de estado tornou-se um regente (Miklós Horthy a partir de 1 de março de 1920). Todas as leis promulgadas durante a República Popular da Hungria (Mihály Károlyi, Gyula Peidl) e a República Soviética da Hungria foram revogadas.

### Depois do governo
Entre 1920 e 1928, foi deputado e vice-presidente da Assembleia Nacional Húngara. Ele então foi transferido para a Dieta. Entre 1928 e 1934, presidiu o Instituto Nacional de Segurança Social. Ele morreu, após gradualmente se retirar da política, em 29 de outubro de 1941 na capital.